# 大逆事件
大逆事件（たいぎゃくじけん、だいぎゃくじけん）は、1882年（明治15年）に施行された旧刑法第116条、および1908年（明治41年）に施行された現行刑法第73条（昭和22年の刑法改正の際に同条削除）が規定していた、天皇、皇后、皇太子、皇太孫、皇太后、太皇太后を狙って危害を加えたり、加えようとする罪、いわゆる大逆罪が適用され、訴追された事件の総称。日本以外でも皇帝や王に叛逆し、また謀叛を企てたことに対する犯罪を大逆罪と訳すことがある。

## 概要

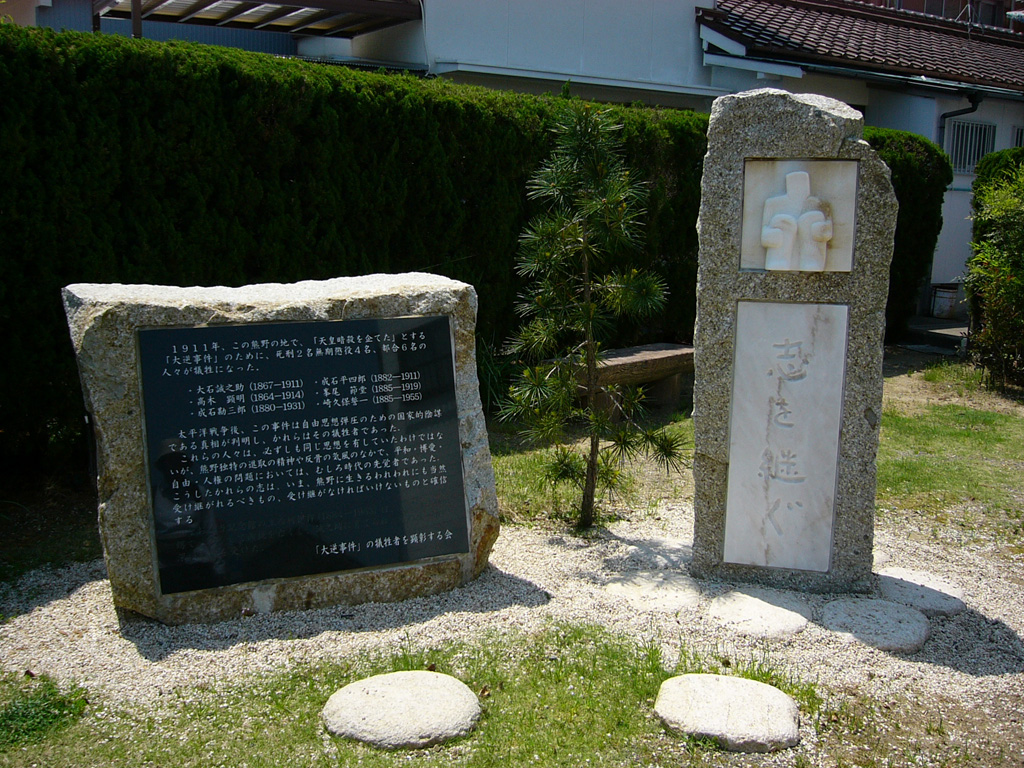
大逆事件の犠牲者を顕彰する会による碑「志を継ぐ」（和歌山県新宮市）

旧刑法でも現刑法でも大逆罪には死刑が法定刑として定められていた。大逆罪を含む皇室に対する罪、および内乱罪は大審院（現・最高裁判所）が第一審にして終結審とされていた。
これまでに知られている大逆事件には、
- 1910年（1911年） - 幸徳事件（検察によるでっちあげがあり、幸徳と面識があるだけの有罪者もいる）
- 1923年 - 虎ノ門事件（虎の門事件とも表記される）
- 1925年 - 朴烈事件（「朴烈、文子事件」とも呼ばれる）
- 1932年 - 桜田門事件（李奉昌事件とも呼ばれる）

の四事件がある。単に「大逆事件」と呼ばれる場合は、その後の歴史にもっとも影響を与えた1910年の幸徳事件を指すのが一般的である。虎ノ門事件と桜田門事件は現行犯の逮捕であるが、幸徳事件と朴烈事件は未遂犯の逮捕で、朴烈事件についてはテロ計画に具体性はなく検察・犯人の双方の政治的意図から大逆罪を犯す犯意があったとし有罪とされた。

### 参照条文
旧刑法第116条
天皇三后皇太子ニ対シ危害ヲ加ヘ又ハ加ヘントシタル者ハ死刑ニ処ス
1947年改正前の刑法第73条
天皇、太皇太后、皇太后、皇后、皇太子又ハ皇太孫ニ対シ危害ヲ加ヘ又ハ加ヘントシタル者ハ死刑ニ処ス

## 四件の事件
いずれも詳細は、各事件の項目を参照のこと。

### 幸徳事件
前述のとおり、単に「大逆事件」と言えば一般的にはこの事件を意味する。
堺利彦や片山潜らが「平民新聞」などで、労働者中心の政治を呼びかけ、民衆の間でもそのような気風が流行りつつあった中の1910年（明治43年）5月25日、信州の社会主義者宮下太吉ら4名による明治天皇暗殺計画が発覚し逮捕された「信州明科爆裂弾事件(しんしゅうあかしなばくれつだんじけん)」が起こる。この事件を口実として、政府がフレームアップ（政治的でっち上げ）により、幸徳秋水をはじめとする全ての社会主義者、アナキスト（無政府主義者）を根絶しようと取り調べや家宅捜索を行なって弾圧した事件が幸徳事件である。戦後はもっぱら政府のでっち上げ部分を批判する視点で言及される事がほとんどで、「暗殺計画に関与していたのは宮下太吉、管野スガ、新村忠雄、古河力作の4名だけであった」など実際の暗殺計画に対しては軽く扱われる事がほとんどである。1960年代より「大逆事件の真実をあきらかにする会」を中心に、再審請求などの運動が推進された。これに関して最高裁判所は1967年に、「戦前の特殊な事例によって発生した事件であり、現在の法制度に照らし合わせることはできない」「大逆罪が既に廃止されている」との理由から、免訴の判決を下し、再審請求が事実上できないことを示している。(但し、刑事補償法では免訴でも無罪と推定されるときは補償を受けることができるとされている。)
信州明科爆裂弾事件後、数百人の社会主義者・無政府主義者の逮捕・検挙が始まり、検察は26人を明治天皇暗殺計画容疑として起訴した。松室致検事総長、平沼騏一郎大審院次席検事、小山松吉神戸地裁検事局検事正らによって事件のフレームアップ化がはかられ、異例の速さで公判、刑執行がはかられた。平沼は論告求刑で「動機は信念なり」とした。検挙されたひとりである大石誠之助の友人であった与謝野鉄幹が、文学者で弁護士の平出修に弁護を頼んだ。
1911年1月18日に死刑24名、有期刑2名の判決（鶴丈一郎裁判長）。1月24日に秋水、森近運平、宮下太吉、新村忠雄、古河力作、奥宮健之、大石誠之助、成石平四郎、松尾卯一太、新美卯一郎、内山愚童の11名が、1月25日に1名（管野スガ）が処刑された。特赦無期刑で獄死したのは、高木顕明、峯尾節堂、岡本穎一郎、三浦安太郎、佐々木道元の5人。仮出獄できた者は坂本清馬、成石勘三郎、崎久保誓一、武田九平、飛松与次郎、岡林寅松、小松丑治。
赤旗事件で有罪となって獄中にいた大杉栄、荒畑寒村、堺利彦、山川均は事件の連座を免れた。なお、本事件の弁護を担当した平出も1914年（大正3年）に35歳の若さで急逝している。

#### 大逆事件以後
社会主義運動はこの事件で数多くの同志を失い、しばらくの期間、運動が沈滞することになった。いわゆる〈冬の時代〉である。
徳冨蘆花も秋水らの死刑を阻止するため、蘆花の兄である徳富蘇峰を通じて桂太郎首相へ嘆願したが果たせず、明治44年（1911年）1月に秋水らが処刑されてすぐの2月に、秋水に心酔していた一高の弁論部河上丈太郎と森戸辰男の主催で「謀叛論」を講演し、学内で騒動になった。
大逆事件は文学者たちにも大きな影響を与え、石川啄木は事件前後にピョートル・クロポトキンの著作や公判記録を入手研究し、「時代閉塞の状況」や「A LETTER FROM PRISON」などを執筆した。木下杢太郎は1911年3月戯曲「和泉屋染物店」を執筆した。永井荷風も『花火』の中で、「わたしは自ら文学者たる事について甚だしき羞恥を感じた。以来わたしは自分の芸術の品位を江戸戯作者のなした程度まで引下げるに如くはないと思案した」と書いている。
また秋水が法廷で、「いまの天子は、南朝の天子を暗殺して三種の神器をうばいとった北朝の天子ではないか」と発言したことが外部へもれ、南北朝正閏論が起こった。帝国議会衆議院で国定教科書の南北朝併立説を非難する質問書が提出され、2月4日に議会は、南朝を正統とする決議を出す。この決議によって、教科書執筆責任者の喜田貞吉が休職処分を受ける。以降、国定教科書では「大日本史」を根拠に、三種の神器を所有していた南朝を正統とする記述に差し替えられる。
翌明治45年（1912年）6月には、上杉慎吉が天皇主権説を発表した一方、美濃部達吉が天皇機関説を主張し、当時の大学周辺では美濃部の天皇機関説が優勢になったが、のち天皇主権説が優勢になる。馬蹄銀事件で秋水らを疎ましく思っていた山縣有朋はのちロシア革命が勃発してからは極秘で反共主義政策を進め、上杉の天皇主権説を基礎にした国体論が形成されていく。
大石誠之助の甥である西村伊作も、大石の遺産の一部で文化学院を創設した。このことについて柄谷行人氏が「大正デモクラシー、大正文化というのは、実質的に、大逆事件で死刑になった人の遺産で成立した」と指摘している。

### 虎ノ門事件
1923年12月27日、難波大助が虎ノ門で第48帝国議会の開院式に向かう摂政・皇太子裕仁親王（後の昭和天皇）の車に向けてステッキ状の銃を発砲・狙撃し、現行犯で逮捕された暗殺未遂事件。皇太子に怪我は無かったが、隣に座っていた侍従長が顔に負傷した。難波は1924年11月13日に大審院で死刑判決が下され、15日に難波の死刑が執行された。この事件により第2次山本内閣が総辞職、警視総監・湯浅倉平、警視庁警務部長・正力松太郎らが懲戒免官、難波の出身地でもある山口県の知事が2か月間の減給となった。衆議院議員で庚申倶楽部だった大助の父難波作之進も即日議員を辞職し、同県熊毛郡周防村（現・同県光市）の自宅で閉門蟄居後、食事を取らず餓死した。

### 朴烈事件
1923年9月1日に起きた関東大震災の2日後、戒厳令下に朝鮮人が民衆によって私刑を受けた震災後の混乱期に、「保護検束」の名目で検挙されたアナキストの朴烈とその愛人である金子文子が、翌1924年2月15日に爆発物取締罰則違反で起訴され、1925年5月2日に朴が、5月4日に文子がそれぞれ大逆罪にあたるとされた事件。
1926年3月25日に死刑判決が下され、4月5日に恩赦で無期懲役に減刑されるが文子は特赦状を刑務所長の面前で破り捨てた。同年7月22日に栃木女囚刑務所で、文子は看守の目を盗んで縊死して果てた。同年7月には内閣転覆を狙った北一輝により、取調中に朴の膝に金子が座り抱擁している写真が政界にばらまかれ、獄内での待遇が数か月政治問題化した。朴は敗戦後の1945年10月27日に出獄し、いまや徹底した反共思想の持ち主であった朴は在日本朝鮮人連盟（朝連、朝鮮総連の前身）への参加を避け、1946年10月に韓国民団の前身となる在日本朝鮮居留民団を結成し、初代団長を1949年2月まで勤めた。帰国後李承晩政権の国務委員を勤めるが朝鮮戦争の際、北朝鮮へ連行。後に南北平和統一委員会副委員長として活動した。

### 桜田門事件
朝鮮独立運動の活動家・李奉昌（イ・ボンチャン）が1932年1月8日、桜田門外において陸軍始観兵式を終えて帰途についていた昭和天皇の馬車に向かって手榴弾を投げつけ、近衛兵一人を負傷させた事件。李奉昌事件、あるいは桜田門不敬事件とも呼ばれ、また日本政府は李奉昌不敬事件と呼んだ。時の首相犬養毅は辞表を提出するも慰留された。9月30日、李は大審院により死刑判決を受け、1932年10月10日に市ヶ谷刑務所で処刑された。1946年に在日韓国・朝鮮人が遺骨を発掘、故国である朝鮮において国民葬が行われ、「義士」として白貞基、尹奉吉らと共にソウルの孝昌公園に埋葬されている。

## 大逆事件を素材にした作品
- 瀬戸内晴美著『遠い声』新潮文庫（管野スガの伝記小説）
- 瀬戸内晴美著『余白の春』中公文庫（金子文子の伝記小説）
- 福田善之『魔女伝説』三一書房, 1969
- 鎌田慧『残夢』坂本清馬の生涯[講談社文庫]2015
- コミックス『「坊っちゃん」の時代 第四部 明治流星雨（谷口ジロー作。双葉文庫）
- 平出修『計画』
- 木々康子『陽が昇るとき』筑摩書房, 1984年
主人公の一人、フランス法学者磯部四郎の生涯を記した作品だが、明治13年「刑事弁護制度」を実現させた磯部は生涯、人権の擁護と無辜の罪人を作らぬことを信条とした。明治43年、大逆事件で48人の社会主義者が逮捕された時誰もが尻込みした大事件の弁護を、弁護団長格で引き受け、検察と戦った。弁護側からの事件の経緯を詳述している。
- 『100年の谺（こだま）〜大逆事件は生きている』 （ドキュメンタリー映画、2013年）[12]
- 辻原登『許されざる者』　2007-2009年　毎日新聞連載、毎日新聞社2009年　978-4620107356、集英社文庫（上）（下）2012年

大逆事件で処刑された新宮市の医師「大石誠之助」をモデルに、森宮市の医師「槇隆光」として描いた。話は大逆事件前夜で終わっている。（第51回毎日芸術賞）